# 389 Industria
389 Industria este un asteroid din centura principală, descoperit pe 8 martie 1894, de Auguste Charlois.